# Kodeks Laud

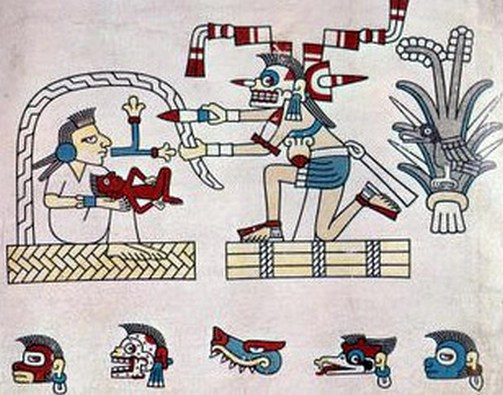
Fragment z Kodeksu Lauda

Kodeks Lauda – aztecki dokument należący do grupy Kodeksów Borgia zawierający informacje na temat religii i kalendarza Azteków.

## Historia
Kodeks Lauda – w obecnej formie – został napisany w języku náhuatl, pochodzi z okolic Choluli i wywodzi się z kręgu kultury Puebla – Tlaxcala. Nazwa wywodzi się od ostatniego właściciela, arcybiskupa Canterbury i kanclerza Uniwersytetu Oksfordzkiego Williama Lauda. Manuskrypt przybył do Anglii prawdopodobnie z Europy dzięki księciu Walii Karolowi lub George Villiers Duke z Buckingham, który w roku 1623 przebywał z misją uzyskania ręki księżniczki hiszpańskiej dla króla Anglii. Zanim manuskrypt dostał się w ręce Laudy, przez krótki czas znajdował się u okultysty Johna Dee. Jego wcześniejsze losy nie są znane.

## Publikacja
Oryginał został zaprezentowany po raz pierwszy w roku 1636 przez Lauda w Bibliotece Bodley, w głównej siedzibie Uniwersytetu Oksfordzkiego. Najpopularniejsza wydana wersja posiada komentarze Cottie Burlanda, który w drobiazgowy sposób opisuje każdą ze stron. Dodatkowo umieścił on wykresy i tabele miesięcy kalendarza, by lepiej zobrazować strukturę wierzeń azteckich.
Obecnie kodeks znajduje się w Bibliotece Bodleian w Oksfordzie w Anglii.

## Opis

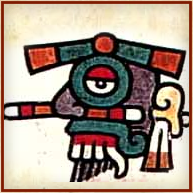

Powszechnie uważa się, iż Kodeks Lauda jest kluczem do zrozumienia religii i kalendarza Azteków. Jego prekolumbijski rodowód jest bezsprzeczny. Przedstawia większość bogów panteonu aztecko-tolteckiego. Nazwy dni malowane są w tradycyjnym azteckim stylu. Numerologia dni jest przedstawiona serią kropek reprezentujących Słońce, ale gdy są oddzielone, występują w pasie kropek oznaczających system kalendarza. Niektóre szczegóły budzą jednak podejrzenie, iż obecny Kodeks jest wzorowany na jeszcze wcześniejszych dokumentach pochodzących z czasów olmeckich. Świadczyć może o tym przedstawienie boga Tlaloka w charakterystyczny sposób dla kultury miasta El Tajín i państwa Totonaków. Układ i styl linii i kropek zdradza natomiast wpływ kultury olmeckiej.
Kodeks Lauda jest bardzo podobny w formacie, rozmiarze strony, stylu, doborze koloru i innych znaków do dwóch innych kodeksów: Kodeksu Fejérváry i Kodeksu Cospi.